# Americardia media
Americardia media is een tweekleppigensoort uit de familie Cardiidae. De wetenschappelijke naam van de soort werd in 1758 gepubliceerd door Carl Linnaeus als Cardium medium in de tiende editie van Systema naturae.